# Königin Sibille
Königin Sibille ist ein Prosaroman des 15. Jahrhunderts, der im Umkreis von Elisabeth von Nassau-Saarbrücken entstanden ist. Der Stoff gehört zum Karlszyklus und handelt von der unrechtmäßigen Vertreibung der französischen Königin durch ihren Ehemann Karl den Großen. Die Vorlage von Königin Sibille ist die um 1250 entstandene, französische Reine Sebile (Chanson de Geste).

## Inhalt

### Handlung
Sibille ist die Tochter des Kaisers von Konstantinopel. Karl der Große sucht eine Ehefrau und ihm gelingt die Brautwerbung. Er heiratet sie in Frankreich. Am Hof gerät sie jedoch bald in Schwierigkeiten. Syweron, ein verräterischer und abstoßender Zwerg, will sich der schönen Königin nähern. Sie weist ihn zurück, wird aber bald darauf Opfer seiner Machenschaften und wird beschuldigt, Ehebruch begangen zu haben. Da sie schwanger ist, wird sie nicht hingerichtet, sondern aus Frankreich verbannt. Ihr Begleiter kann sie vor einem sexuellen Übergriff durch den Verräter Markair schützen, stirbt aber dabei. Die Königin begegnet auf ihrer Flucht in einem Wald dem Bauern Warakir, der sie von nun an beschützt.
Am französischen Hof ist der treue Windhund des getöteten Begleiters inzwischen wieder angekommen und trauert. Da er den Verräter wiedererkennt, greift er ihn an. Durch den Hund wird der Mord des Verräters aufgedeckt und das Tier tritt im Gerichtskampf gegen Markair an. Er verliert und gesteht seine Tat vor seiner Hinrichtung. Er offenbart außerdem Sibilles Unschuld.
Sibille hat auf dem Weg zu ihrem Vater in Ungarn ihren Sohn Ludwig zur Welt gebracht. Sibille und Warakir verbringen die ersten zehn Lebensjahre mit dem Kind in Ungarn. Auf der Reise nach Konstantinopel stoßen der Dieb Grymmoner, Sibilles Onkel, der als Einsiedler lebt, und der Papst zu der Reisegesellschaft. Gemeinsam mit dem Kaiser und dem jungen Ludwig beginnt ein Krieg gegen Karls Truppen, der dazu beiträgt, dass Karl seine Ehefrau wieder zurücknimmt. Es kommt zur öffentlichen Versöhnung des Paares.

### Motive
In dem vergleichsweise kurzen Prosaroman werden eine Vielzahl von Motiven aufgegriffen. Das Erzählmuster der zu Unrecht verfolgten und später rehabilitierten Ehefrau wird anhand der Hauptfigur Sibille erzählt. Es setzt die Handlung in Gang. Ein weiteres Motiv ist das des treuen Hundes, das in der jüngeren Forschung viel Aufmerksamkeit bekam. Der hinterlistige Zauberer in der Figur von Grymmoner ist ebenfalls ein verbreitetes Motiv. Warakir fällt als gutmütiger, aber grober Helfer ebenfalls in diese Kategorie.

## Überlieferung
Die einzig bekannte Handschrift, die die Königin Sibille überliefert, wird heute in der Staats- und Universitätsbibliothek Hamburg aufbewahrt (Digitalisat). Die Papierhandschrift entstand um 1455/1456 im Auftrag von Johann III. von Nassau-Saarbrücken im Raum Saarbrücken. Sie enthält außer Königin Sibille auch Hug Schapler. Der Codex ist nur für im Hug Schapler mit Bildern ausgestattet, in Königin Sibille ist Platz für Illustrationen, die aber nicht nachträglich eingefügt wurden.
Der Codex gehört zusammen mit den ältesten Handschriften von Loher und Maller und Herzog Herpin zu dem deutschen Prosazyklus, der in der älteren Forschung Elisabeth von Lothringen zugeschrieben wurde. Inzwischen geht man eher davon aus, dass die Handschriften in ihrem direkten Umfeld und auf ihre Veranlassung entstanden sind, mit einer gewissen Wahrscheinlichkeit in der Kanzlei in Saarbrücken. Sicher ist, dass die Handschriften, die heute in den Bibliotheken in Hamburg und Wolfenbüttel aufbewahrt werden, von Elisabeths Sohn Johann III. von Nassau-Saarbrücken in Auftrag gegeben wurden.
Die französische Vorlage ist nur als Fragment erhalten. Königin Sibille gelangte nicht in den Druck.

### Textausgaben
- Königin Sibille; Huge Scheppel. Editionen, Kommentare und Erschließungen, herausgegeben von Bernd Bastert und Ute von Bloh unter Mitarbeit von Lina Herz und Silke Winst, Berlin, Erich Schmidt Verlag (Texte des späten Mittelalters und der frühen Neuzeit, 57), 2018.
- Der Roman von der Königin Sibille in drei Prosafassungen des 14. und 15. Jahrhunderts mit Benutzung der nachgelassenen Materialien von Fritz Burg herausgegeben von Hermann Tiemann, Hamburg, Hauswedell (Veröffentlichungen aus der Staats- und Universitätsbibliothek Hamburg, 10), 1977.

### Sekundärliteratur
- Anika Soraya Meißner: Von welsch zu dütsch. Kulturelle und literarische Transferprozesse am Beispiel der Saarbrücker Prosaepen. (Philologische Studien und Quellen 291). Berlin, Erich Schmidt Verlag 2024.
- Lina Herz: Frau. Macht. Text. Elisabeth von Nassau-Saarbrücken zwischen Epos und Prosa. In: Regina Toepfer (Hrsg.): Klassiker der Frühen Neuzeit. Hildesheim, Weidemann 2022, S. 75–99.
- Lina Herz: Trotziger König, treuer Wilder, guter Krimineller. Überlegungen zur paradoxen Figuration im Prosaroman ‘Königin Sibille‘. In: Elisabeth Lienert (Hrsg.) Widersprüchliche Figuren in vormoderner Erzählliteratur. Oldenburg 2020, S. 403–423.
- Silke Winst: Allianz, Herrschaft und Verrat in den spätmittelalterlichen Bearbeitungen der 'Königin Sibille' und der 'Königin von Frankreich'. In: Bernd Bastert und Sieglinde Hartmann (Hrsg.): Romania und Germania. Kulturelle und literarische Austauschprozesse in Spätmittelalter und Früher Neuzeit. Wiesbaden, Reichert 2019, S. 98–114.
- Ronny F. Schulz und Wiebke Witt: Der Zauberer an der Grenze. Grymmoner als Schlüssel-Figur in der ‘Königin Sibille‘ und im ‘Loher und Maller‘. In: Danielle Buschinger, Anne Ibos-Augé und Mathieu Olivier (Hrsg.): Magie, féerie, sorcellerie. Amiens 2019, S. 252–266.
- Lina Herz: Der Hund. Der beste aller Freunde. Von Menschen und Hunden in mittelalterlicher Literatur. In: Judith Klinger und Andreas Krass (Hrsg.): Tiere. Begleiter des Menschen in der Literatur des Mittelalters. Köln / Wien, Böhlau 2017, S. 77–87.
- Ingrid Bennewitz: Ein Hund, ein Sohn, eine Frau: Ziemlich beste Freunde und Feinde in der europäischen Literatur des Mittelalters. In: Ingrid Karsten und Larua Auteri (Hrsg.): Transkulturalität und Translation. Deutsche Literatur des Mittelalters im europäischen Kontext. Berlin / Boston, De Gruyter 2017, S. 253–262.
- Bernd Bastert: Helden als Heilige. Chanson de geste-Rezeption im deutschsprachigen Raum. Tübingen / Basel, Francke 2010.
- Frauke Stiller: Die unschuldig verfolgte und später rehabilitierte Ehefrau. Untersuchung zur Frau im 15. Jahrhundert am Beispiel der Crescentia- und Sibillen-Erzählungen. (Dissertation) Humboldt-Universität zu Berlin. Berlin 2004, DOI:10.18452/15118.
- Walter Haug: Die Wahrheit der Fiktion. Studien zur weltlichen und geistlichen Literatur des Mittelalters und der frühen Neuzeit. Berlin, Max Niemeyer Verlag 2003. DOI:10.1515/9783110945492.
- Ute von Bloh: Ausgerenkte Ordnung: vier Prosaepen aus dem Umkreis der Gräfin Elisabeth von Nassau-Saarbrücken: "Herzog Herpin", "Loher und Maller", "Huge Scheppel", "Königin Sibille", Tübingen, Niemeyer (Münchener Texte und Untersuchungen zur deutschen Literatur des Mittelalters, 119), 2002.
- Wolfgang Haubrichs, Hans-Walter Herrmann und Gerhard Sauder (Hrsg.): Zwischen Deutschland und Frankreich. Elisabeth von Lothringen, Gräfin von Nassau-Saarbrücken, St. Ingbert, Röhrig (Veröffentlichungen der Kommission für Saarländische Landesgeschichte und Volksforschung, 34), 2002.
- Bernhard Burchert: Die Anfänge des Prosaromans in Deutschland. Die Prosaerzählungen Elisabeths von Nassau-Saarbrücken, Frankfurt am Main, Lang, 1987.
- Robert R. Anderson: Der Roman von der Königin Sibille: Lemmatisierter Wortindex, Amsterdam, Rodopi (Indices verborum zum altdeutschen Schrifttum, 8), 1981.
- Kurt Ruh: Elisabeth von Nassau-Saarbrücken. In: Verfasserlexikon. Die deutsche Literatur des Mittelalters. Berlin / New York, De Gruyter 1980.